# بانک ئی‌کیو
بانک ئی‌کیو (انگلیسی: EQ Bank) شرکت خدمات مالی و بانکداری فنلاندی است، که در سال ۱۹۹۸ تأسیس شد.